# Jenő Huszka
Dans le nom hongrois Huszka Jenő, le nom de famille précède le prénom, mais cet article utilise l’ordre habituel en français Jenő Huszka, où le prénom précède le nom.
Jenő Huszka  [ˈjɛnøː ˈhuskɒ] (en allemand : Eugen Huszka), né le 24 avril 1875 à Szeged et décédé le 2 février 1960 à Budapest) est un compositeur hongrois d'opérettes.

## Biographie
Entre 1883 et 1896, Huszka étudie le violon et la composition dans sa ville natale et à Budapest. Il est l'élève de Hans von Koessler. Parallèlement, il obtient son doctorat en droit selon le vœu de ses parents. Après ses études, il est premier violon de l'orchestre Lamoureux à Paris. En 1897, il retourne à Budapest et se met à la composition. En plus de ses 14 opérettes et comédies musicales, il écrit de nombreuses chansons, ainsi que quelques œuvres pour orchestre.
Huszka devient fonctionnaire dans un ministère, où il milite en particulier pour le droit d'auteur. Il est le fondateur et président de 1921 à 1946 de la société hongroise de gestion collective des droits d'auteur. À partir de 1929, il est également vice-président de la Confédération internationale des sociétés d'auteurs et compositeurs (CISAC).
Le principal mérite de Jenő Huszka, avec Pongrác Kacsóh (eo), est la création d'une opérette hongroise autonome, libérée de modèles français et autrichiens, avec son propre langage musical. Parmi ses œuvres les plus réussies, citons Bob herceg (1902), Gül Baba (1905), Lili bárónő (1919) et Erzsébet (1939), toutes créées à Budapest. Elles sont devenues très populaires, comme en témoignent leurs adaptations cinématographiques. Mais aucune n'est traduite en langues étrangères. Leur succès est strictement limité à la Hongrie, à la différence des compositeurs hongrois de la génération suivante comme Emmerich Kálmán et Paul Abraham.

## Œuvres principales
- Tilos a bemenet  (« Entrée interdite »), livret de Adolf Mérei. 1899, Budapest
- Bob herceg  (« Prince Bob »), livret de Ferenc Martos et Károly Bakonyi. 1902, Budapest
- Aranyvirág  («Fleur d'or»), livret de Ferenc Martos. 1903, Budapest, Király Színház
- Gül Baba  (« Le père des Roses »), livret de Ferenc Martos. 1905, Budapest
- Lili bárónő  (« La Baronne Lili »), livret de Ferenc Martos. 1919, Budapest
- Erzsébet  (« Élisabeth »"); Libretto: László Szilágyi. 1939, Budapest
- Mária főhadnagy  (« Lieutenant Mária ») sur Mária Lebstück (en), livret de László Szilágyi. 1942, Budapest